# Wewnętrzna spójność Biblii
Spory dotyczące wewnętrznej spójności i integralności tekstu Biblii mają długą historię.
Klasyczne teksty, które poruszają kwestie niespójności z krytycznej, świeckiej perspektywy, to m.in. Tractatus Theologico-Politicus Barucha Spinozy, Dictionnaire philosophique Voltaire’a, Encyclopédie Denisa Diderota oraz The Age of Reason Thomasa Paine’a.

## Integralność
Dla wielu wierzących wewnętrzna spójność pism żydowskich i chrześcijańskich jest ważna, ponieważ uważają, że wszelkie niespójności lub sprzeczności (dla niektórych ich konkretne rodzaje) mogą podważać wiarę w prawdziwość ich treści oraz przekonanie, że mają one boskie pochodzenie. W odniesieniu do tekstu żydowskiego B. Barry Levy pisze o Torze, że „integralność tekstu każdej księgi biblijnej powinna być niezwykle ważna dla tych, którzy interesują się albo Biblią Hebrajską, albo klasyczną myślą żydowską”. Levy dodaje również, że „pomimo popularnego, pobożnie brzmiącego założenia, że tekst Tory jest doskonały co do litery, częste i obszerne dyskusje szanowanych przywódców rabinicznych pokazują, że w pewnym stopniu, podobnie jak współcześni uczeni, byli zaniepokojeni jego rzeczywistym stanem tekstowym; niektórzy z nich próbowali nawet wyjaśnić znane wątpliwości tekstowe i wyeliminować wiele uciążliwych niespójności”. Jednak współczesny pisarz Joshua Golding stwierdza, że nawet jeśli Tora zawiera niespójności, to „nie oznacza, że Bóg jej nie objawił”.
Z drugiej strony chrześcijańscy ewangelizatorzy John Ankerberg i Dillon Burroughs argumentują, że „nauki Biblii, jeśli są doskonałe, muszą być ze sobą spójne” oraz że „Biblia jest spójna sama w sobie od początku do końca”. Podobnie katoliccy pisarze stwierdzają, że „jeśli wierzymy, że Pisma są natchnione przez Boga, musimy również wierzyć, że są one wewnętrznie spójne”. Pastor Erwin Lutzer twierdzi, że Biblia jest spójna w swoim twierdzeniu, że jest słowem Bożym, i że to jest powód, by uznać ją za mającą boskie pochodzenie: „Sześćdziesiąt sześć ksiąg mówi jednym, spójnym głosem, że są to słowa Boga”. Wewnętrznie spójna Biblia jest również pomocna w apologetyce chrześcijańskiej, broniąc boskiego pochodzenia Biblii, ponieważ sugeruje to wspólne transcendentne źródło dla tej antologii ksiąg napisanych przez różnych ludzi, którzy nie mieli ze sobą kontaktu.
Krytycy tradycyjnych wierzeń żydowskich i chrześcijańskich również twierdzą, że niespójności podważają wartość Pisma. Deistyczny duchowny Joseph Barker, przemawiając w 1854 roku na Konwencji Biblijnej w Hartford, twierdził, że Biblia zawiera „najbardziej niespójne, najbardziej potworne i bluźniercze przedstawienia Boga, jakie może sobie wyobrazić ludzki umysł”, i argumentował, że „Księga, która zaprzecza nauce i sama sobie zaprzecza, nie ma żadnego autorytetu”. Współczesny krytyk muzułmański twierdzi, że jeśli uda się wykazać niespójność Biblii, „to ci, którzy głoszą Biblię i ją czytają, muszą poważnie przemyśleć swoje źródło informacji dotyczące ich wiary”.
Jedną z odpowiedzi na tego rodzaju krytykę jest argumentowanie, że żadne niespójności nie istnieją. Jak wyjaśnia teolog John Barton, niektórzy chrześcijanie czytają Biblię z założeniem, że „Pismo jest samo w sobie spójne” i jeśli pojawiają się sprzeczności między dwoma tekstami, wierzą, że „konieczne jest bardziej uważne czytanie, aby wykazać, że faktycznie są one zgodne”. Barton argumentuje jednak, że „to nie jest ta Biblia, którą faktycznie mamy”. Wskazuje również, że judaizm rozumie, iż teksty „mogą czasami prowadzić dialog między sobą” i „coś pozytywnego może wynikać z pewnego rodzaju twórczego napięcia”.
Niektórzy chrześcijańscy pisarze, choć zgadzają się, że w Biblii występują niedokładności i niespójności, twierdzą jednak, że niekoniecznie czyni to Biblię fałszywą i że nie jest już pożądane próbowanie harmonizowania wszystkich czterech Ewangelii w „jedną spójną relację”, ponieważ „nauczyliśmy się, że każda z czterech Ewangelii ma swój własny, unikalny obraz Jezusa”.
Randel Helms twierdzi, że księgi Biblii zostały napisane dla różnych punktów widzenia i przeciwko nim—autorzy Biblii byli często motywowani do pisania, ponieważ chcieli zakwestionować lub skorygować tych, którzy pisali przed nimi.

## Punkty widzenia religii

### Judaizm
Tora jest przez niektórych postrzegana jako dosłowne słowo Boga, podyktowane Mojżeszowi. Według XII-wiecznego żydowskiego uczonego Majmonidesa: „Tora, którą mamy dzisiaj, to ta, którą Bóg podyktował Mojżeszowi”. Prorocy, tacy jak Jeremiasz, Ezechiel i Jonasz, mieli słyszeć i przekazywać słowo Boga, podczas gdy Pisma (kategoria obejmująca takie księgi jak Psalmy, Lamentacje i Kroniki) „zostały wyłączone z kolekcji prorockiej, ponieważ ich inspiracja wydawała się bardziej ludzka niż Boska”. Jednakże „w najszerszym sensie, Pisma jako całość, a następnie całość żydowskiego nauczania duchowego, mieszczą się w konotacji słowa Bożego”.
Wielu współczesnych żydowskich uczonych ma bardziej elastyczne podejście do natury Tory, niekoniecznie postrzegając ją jako ściśle wewnętrznie spójną.

### Chrześcijaństwo
Justyn Męczennik, pisarz chrześcijański z II wieku, oświadczył, że Septuaginta, greckie tłumaczenie Biblii Hebrajskiej, preferowane we wczesnym Kościele, jest „całkowicie wolne od błędów”.
Tomasz z Akwinu napisał, że „autorem Pisma Świętego jest Bóg”. Konfesja Westminsterska z 1646 roku stwierdza, że autorytet Biblii zależy „całkowicie od Boga (który sam jest prawdą), jej Autora; dlatego należy ją przyjąć, ponieważ jest to Słowo Boże”.
Niektóre grupy chrześcijańskie, takie jak Kościół rzymskokatolicki i Kościół prawosławny, naśladują żydowską praktykę opisywania pewnych ksiąg jako apokryfy (chociaż nie wszystkie kościoły uznają tę samą listę ksiąg za apokryficzne).
Twierdzenia, że Biblia zawiera niespójności, są sprzeczne z oświadczeniem Marcina Lutra, że „Bóg nie może kłamać”. Luter uznał, że błędy i niespójności istnieją, ale stwierdził, że niekoniecznie podważają one prawdę Ewangelii.
Niemiecki teolog luterański Andreas Osiander miał inne zdanie, proponując w Harmonia evangelica (1537) kilka prób harmonizacji, w tym sugestię, że Jezus musiał być ukoronowany cierniem dwukrotnie i że miały miejsce trzy oddzielne epizody oczyszczenia Świątyni.
Współczesne chrześcijańskie podejścia do biblijnej spójności przypominają podział między Lutrem a Osianderem i można je ogólnie podzielić na nieomylność i niezawodność. Pierwsze podejście, uznawane przez Południową Konwencję Baptystyczną oraz przez ewangelików w Stanach Zjednoczonych, głosi, że oryginalne manuskrypty biblijne mają „Boga za swego autora, zbawienie za swój cel, i prawdę, bez żadnej domieszki błędu, za swoją materię”, tak że „całe Pismo jest całkowicie prawdziwe i godne zaufania”: Gleason Archer, którego próby pogodzenia trudnych tekstów przypominają te Osiandera, przyznaje, że niezbędne jest zrozumienie kontekstu historycznego poszczególnych fragmentów w celu ustalenia prawdziwego, oryginalnego tekstu biblijnego, ale tekst ten, gdy już zostanie odkryty, jest wolny od błędów.
Podejście do biblijnej niezawodności, uznawane przez niektórych teologów i uczonych, głównie z Kościoła katolickiego i anglikańskiego oraz niektórych głównych wyznań protestanckich, głosi, że Biblia jest wolna od błędów tylko w sprawach istotnych dla zbawienia, a do prawidłowej interpretacji pozornych niespójności konieczne jest przewodnictwo; ta ostatnia część jest wspólna dla wszystkich chrześcijan prawosławnych i katolickich, niezależnie od poglądów na temat nieomylności Biblii, stanowiąc główną rolę Magisterium.
Według katolickiego biblisty Raymonda E. Browna, to podejście znalazło wyraz w Dei verbum, jednym z dokumentów przyjętych na Soborze Watykańskim II, które stwierdza, że Pismo Święte „naucza solidnie, wiernie i bez błędu tej prawdy, którą Bóg chciał zawrzeć w świętych pismach dla naszego zbawienia”, co oznacza, że Pismo jest nieomylne tylko „w takim zakresie, w jakim zgodne jest z celem zbawczym Boga”, bez konieczności bycia wiarygodnym w kwestiach takich jak paleontologia czy historia polityczna; to stanowisko jest kwestionowane przez niektórych konserwatywnych katolickich uczonych.

### Islam
W średniowieczu muzułmańscy uczeni, tacy jak Ibn Hazm, al-Qurtubi, al-Maqrizi, Ibn Tajmijja i Ibn al-Qayyim, opierając się na swojej interpretacji Koranu oraz innych tradycji, utrzymywali, że Żydzi i chrześcijanie zafałszowali Pisma, co jest znane jako tahrif.
Temat tahrif został po raz pierwszy zgłębiony w pismach Ibn Hazma (X wiek), który odrzucił twierdzenia o Mojżeszowym autorstwie Tory i postawił tezę, że autorem Tory był Ezdrasz. Jego argumenty przeciwko autentyczności tekstu biblijnego w Tanach i Nowym Testamencie obejmowały nieścisłości chronologiczne i geograficzne oraz sprzeczności; to, co uważał za teologiczne niemożliwości (antropomorficzne wyrażenia, opowieści o pozamałżeńskim seksie i przypisywanie grzechów prorokom), a także to, co postrzegał jako brak wiarygodnej transmisji (tawatur) tekstu. Twierdził, że fałszowanie Tory mogło mieć miejsce, gdy istniała tylko jedna kopia przechowywana przez kapłaństwo Aaronowe w Świątyni Jerozolimskiej. Argumenty Ibn Hazma miały duży wpływ na literaturę muzułmańską i uczonych, a te i inne polemiczne idee zostały jedynie nieznacznie zmodyfikowane przez niektórych późniejszych autorów.
Ibn Lajs as-Saffar, Ibn Rabban i Ibn Kutajba uważali, że tekst nie został zniekształcony, ale potępiali jako tahrif to, co uznawali za wprowadzające w błąd interpretacje tekstu. Czternastowieczny historyk arabski Ibn Chaldun argumentował w Mukaddimie (Wstępie), że do zniekształcenia nie doszło: „stwierdzenie dotyczące zniekształcenia jest nie do przyjęcia dla dokładnych uczonych i nie może być rozumiane w jego dosłownym znaczeniu”.